# Jean Combaz
Pour les articles homonymes, voir Combaz.
Jean Combaz (1896-1974) est un architecte moderniste belge, il est le fils du peintre, juriste et sinologue Gisbert Combaz.

## Biographie
Jean Combaz est connu pour avoir construit une des trois églises modernistes en béton de Bruxelles : l'église Sainte-Suzanne de Schaerbeek.
Pour cette œuvre, il s'inspira de l'église Notre-Dame du Raincy construite en 1922-1923 près de Paris par Auguste Perret, promoteur de l'utilisation du béton apparent en architecture.

## Réalisations modernistes
- 1925-1928 : Église Sainte-Suzanne de Schaerbeek, avenue des Glycines n° 30
- 1948 environ : Immeuble à appartements et bureaux, pour "La Belgique Industrielle", à l'angle du quai Marcellis et de la rue des Fories, à Liège